# Prats-de-Mollo-la-Preste
Prats-de-Mollo-la-Preste (em catalão:  Prats de Molló i la Presta) é uma comuna francesa na região administrativa da Occitânia, no departamento dos Pirenéus Orientais. Estende-se por uma área de 145.09 km², com 1.164 habitantes, segundo o censo de 2018, com uma densidade de 8.0 hab/km².